# Marc Juni Brutus (jurista)
Marc Juni Brutus (en llatí: Marcus Junius M. f. Brutus) va ser un polític i escriptor romà del segle ii aC que es va destacar en l'àmbit del dret. Formava part de la gens Júnia, i era de la branca dels Juni Brutus, d'origen plebeu. Probablement era fill de Marc Juni Brutus, cònsol l'any 178 aC.
Sext Pomponi diu que va ser un dels tres fundadors del dret civil (ius civile), junt amb Quint Muci Escèvola i Marc Manili. Segons Ciceró, va deixar tres llibres sobre dret civil, que no s'han conservat, i solament és conegut per les referències de Pomponi i Ciceró. Pel que en diu Pomponi, es pot deduir que va arribar a ser pretor, però mai no va ser cònsol.
Ciceró el censura, igual que a Cató, per haver publicat els noms de persones que li havien consultat casos, «com si el nom de les persones tingués res a veure amb la llei». Sembla que Brutus sovint era reconegut com una gran autoritat en interpretació del dret recollit dels escrits dels autors clàssics sobre la matèria.